# Trang viên ở Laskówka

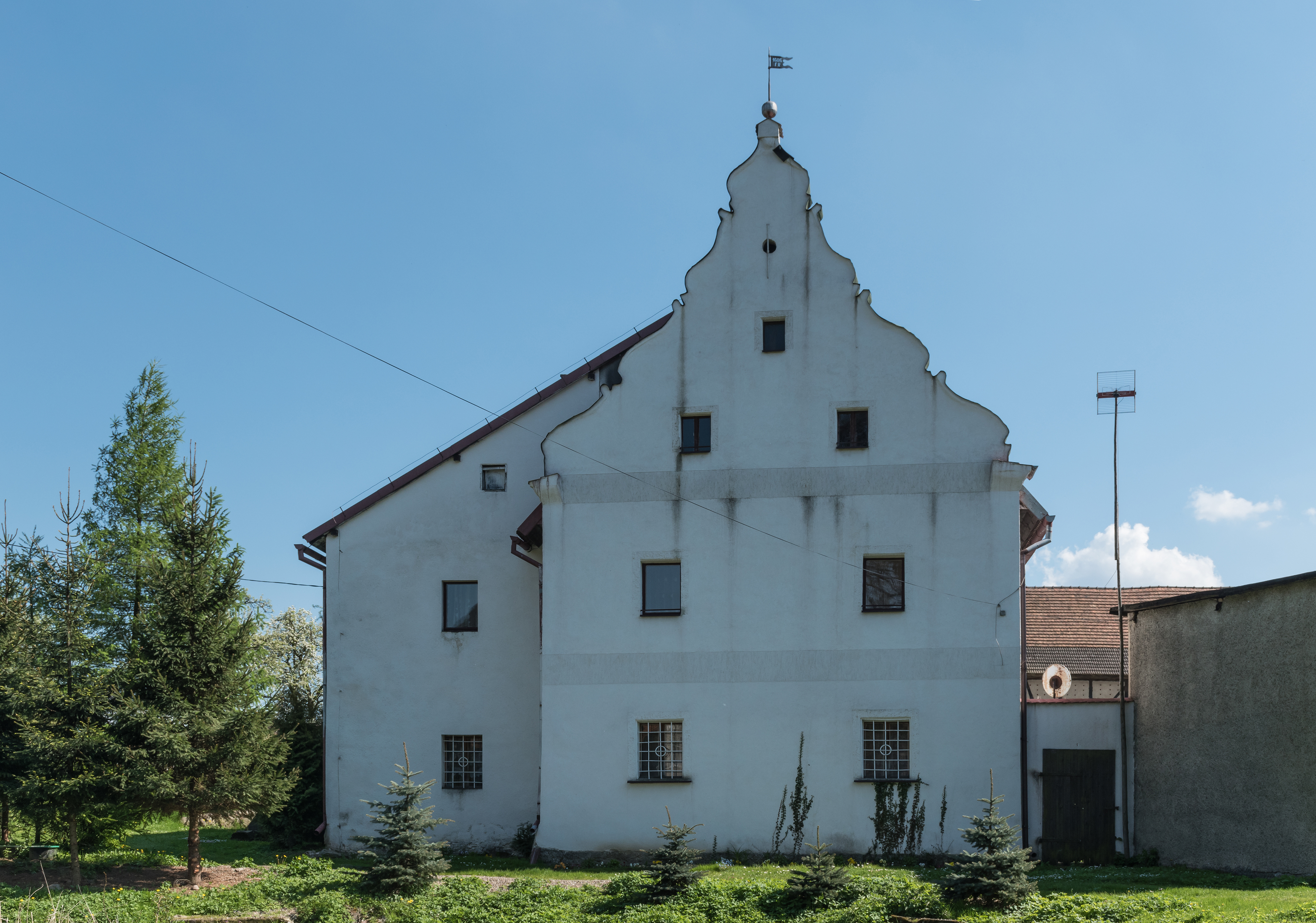
Trang viên ở Laskówka (2016)

Trang viên ở Laskówka (tiếng Ba Lan: Dwór w Laskówce) là một trong những trang viên lịch sử lâu đời nhất ở Ba Lan, được xây dựng vào năm 1606 theo phong cách Thời kỳ Phục hưng. Trang viên này nằm ở Laskówka - một ngôi làng cổ kính thuộc thị trấn Bardo, huyện Ząbkowicki, tỉnh Dolnośląskie, Ba Lan. Hiện nay, công trình kiến trúc này được sử dụng như một trang trại du lịch, mở cửa và chào đón khách tham quan từ khắp mọi nơi. Trang viên có tên trong sổ đăng ký di tích.

## Lịch sử hình thành
Trang viên gốc được dựng lên vào năm 1606. Trong suốt những thế kỷ sau đó, công trình kiến trúc này được xây lại và tân trang nhiều lần.Theo quyết định của Ban bảo tồn di tích tỉnh ngày 20 tháng 9 năm 1984, trang viên được ghi vào danh sách di tích. Hiện tại, nó thuộc sở hữu tư nhân.

## Kiến trúc
Đây là một dinh thự được xây dựng trên một mặt phẳng tương tự hình chữ L, với một tầng áp mái còn sử dụng được. Các khung cửa sổ bằng đá, mái vòm cũng như các chi tiết trang trí trên mặt tiền của tòa nhà hiện đã được bảo tồn. Nhiều trang trại từ thế kỷ 19 được đặt liền kề với trang viên.